# PA-429
A  PA-429 é uma rodovia brasileira do estado do Pará. Essa estrada intercepta as rodovias PA-254 e BR-163 (trechos concomitantes) em sua extremidade norte.
Está localizada na região do Baixo Amazonas, no estado do Pará, atendendo ao município de Curuá